# 阿恩德罗
阿恩德罗（Andro），是印度曼尼普尔邦東因帕爾縣的一个城镇。总人口8313（2001年）。

## 人口
该地2001年总人口8313人，其中男性4187人，女性4126人；0—6岁人口1320人，其中男673人，女647人；识字率46.53%，其中男性为51.30%，女性为41.69%。